# Wasted Years
Wasted Years е четиринадесетият сингъл на британската хевиметъл група „Айрън Мейдън“ и първи от албума Somewhere in Time. Издаден през 1986 г. това е първият сингъл, който китаристът Ейдриън Смит пише сам. Wasted Years достига 18-о място в британските класации.

## Състав
- Брус Дикинсън – вокал
- Дейв Мъри – китара
- Ейдриън Смит – китара и беквокали
- Стив Харис – бас и беквокали
- Нико Макбрейн – барабани